# 전러시아 국립 텔레비전 및 라디오 회사
전러시아 국립 텔레비전 및 라디오 회사(러시아어: Всероссийская государственная телевизионная и радиовещательная компания 프세로시스카야 고수다르스트벤나야 텔레비지온나야 이 라디오베샤텔나야 콤파니야[*]) 줄여서 VGTRK(러시아어: ВГТРК 베게테예르카[*])는 러시아의 국영 방송국이자 러시아 최대의 방송 미디어 기업이다. 러시아 정부의 국가자산관리국(Rosimuschestvo, The Federal Property Management Agency)에서 모든 지분을 소유하고 있다.
5개의 지상파 TV채널과, 2개의 국제 채널, 5개의 라디오 채널, 그리고 기타 여러개 케이블 및 위성 채널을 가지고 있다. 지역방송도 90여개 정도를 보유하고 있으며, 지역 방송국명은 'ГТРК-지역명'이란 이름을 사용하고 있다. 지역방송의 경우 러시아 내의 소수민족을 위해 2010년 기준으로 53개의 언어를 방송하고 있다.

## 방송 채널

### 텔레비전
- 로시야 1 (Россия-1) — 뉴스 등 종합 프로그램 편성 (구 로시야, RTR-1 & RTR)
- 로시야 2 (Россия-2) — 스포츠, 오락 프로그램 편성 (구 Sport)[2]
- 로시야 24 (Россия-24) — 보도전문채널 (구 Vesti)
- 로시야 K (Россия-К) — 문화 채널 (구 Culture, RTR-2)
- 카루셀 (Карусель) — 어린이 채널 (페르비 카날과 지분 50%씩 소유)
- RTR 플라네타 (RTR-Planeta, РТР-планета) — 국제 방송 (Россия РТР라고도 부름)
- My Planet (Моя планета) – 다큐멘터리 채널
- Nauka 2.0 (Наука 2.0) – 다큐멘터리 채널
- Strana (Страна) – 다큐멘터리 채널
- Sarafan (Сарафaн) – 예능 채널
- Fight Club – 스포츠 채널(주로 복싱 및 격투기)
- Sport — 스포츠 채널 (전면)[3]
- Sport-1 – 스포츠 채널 (유료)[3]
- 모스크바 24 (Москва 24) — 모스크바 뉴스 채널 (구 Stolitsa)
- 유로뉴스 러시아(Euronews-Россия, 또는 Евроновости) - 유로뉴스의 러시아어판
- 로시야 HD (Россия HD) — VGTRK의 HD 방송 채널[4]
- History (История) — 러시아 및 세계 역사를 다루는 채널
- 그 외 90개 러시아 지역 채널

### 라디오
- 라디오 쿨투라(Радио Культура) – 문화 채널
- 라디오 마야크(Маяк) – 오락, 시사, 중장년층 가요 채널
- 라디오 로시(Радио России) – 토크 및 지역 프로그램 채널
- 라디오 유노스티(Радио Юность, UFM) – 서구권 대중 음악 채널[5]
- 베스티 FM(Вести FM) – 뉴스 채널